# Zenochloris barbicauda
Zenochloris barbicauda är en skalbaggsart som beskrevs av Bates 1892. Zenochloris barbicauda ingår i släktet Zenochloris och familjen långhorningar. Inga underarter finns listade i Catalogue of Life.